# Saint-Vincent-des-Prés (Saône-et-Loire)
Saint-Vincent-des-Prés is een gemeente in het Franse departement Saône-et-Loire (regio Bourgogne-Franche-Comté) en telt 117 inwoners (2009). De plaats maakt deel uit van het arrondissement Mâcon.

## Geografie
De oppervlakte van Saint-Vincent-des-Prés bedraagt 6,4 km², de bevolkingsdichtheid is dus 18,3 inwoners per km².
De onderstaande kaart toont de ligging van Saint-Vincent-des-Prés (Saône-et-Loire) met de belangrijkste infrastructuur en aangrenzende gemeenten.

## Demografie
Onderstaande figuur toont het verloop van het inwonertal (bron: INSEE-tellingen).